# Farol do Outão
 Farol do Outão  é um farol português que se localiza no Forte de Santiago do Outão, em Setúbal, na margem direita do rio Sado.
Trata-se de uma torre hexagonal com lanterna e duplo varandim. Parte da torre pintada de branco, com a parte superior em pedra; lanterna vermelha. Construída no cimo de um velho forte.
Característica da luz: quatro segundos ligada e dois segundos desligada.